# Martin Harnik
Martin Harnik (Hamburg, Alemanya, 10 de juny de 1987) és un futbolista professional de nacionalitat germano-austríaca. Juga de segon davanter o extrem i el seu actual equip és el VfB Stuttgart de la Bundesliga alemanya. També pertany a la selecció de futbol d'Àustria.

## Trajectòria
Harnik va començar a jugar a Hamburg el 1992, en el TSV Kirchwerder. El club es fusionaria més tard amb el SpVgg Ochsenwerder-Moorfleet i passaria a ser conegut com a SC Vier- und Marschlande. Harnik va fitxar al mercat d'hivern de la temporada 2005/06 pel filial del Werder Bremen, amb qui va jugar 13 partits en la Regionalliga.
A partir de la pausa hivernal de la temporada 2006/07, Harnik va començar a entrenar amb la primera plantilla, fins que es va trencar el metatars, la qual cosa li va tenir en el dic sec gairebé tota la segona volta. Al començament de la 2007/08 va signar un contracte professional que li uneix al Werder fins a 2010. El debut amb el primer equip va arribar el 15 d'agost de 2007, quan Harnik va entrar com a reserva en el partit de classificació de la Lliga de Campions de la UEFA davant el Dinamo de Zagreb croata.
El seu primer partit en la Bundesliga va ser el 25 d'agost de 2007, en entrar en el minut 61 en un partit contra el 1. FC Nürnberg, marcant el gol de la victòria als 8 minuts de saltar al camp. El jove davanter ha jugat de vegades amb el Werder també en la posició de lateral dret.
El juliol de 2010 es trasllada al VfB Stuttgart.

## Internacional

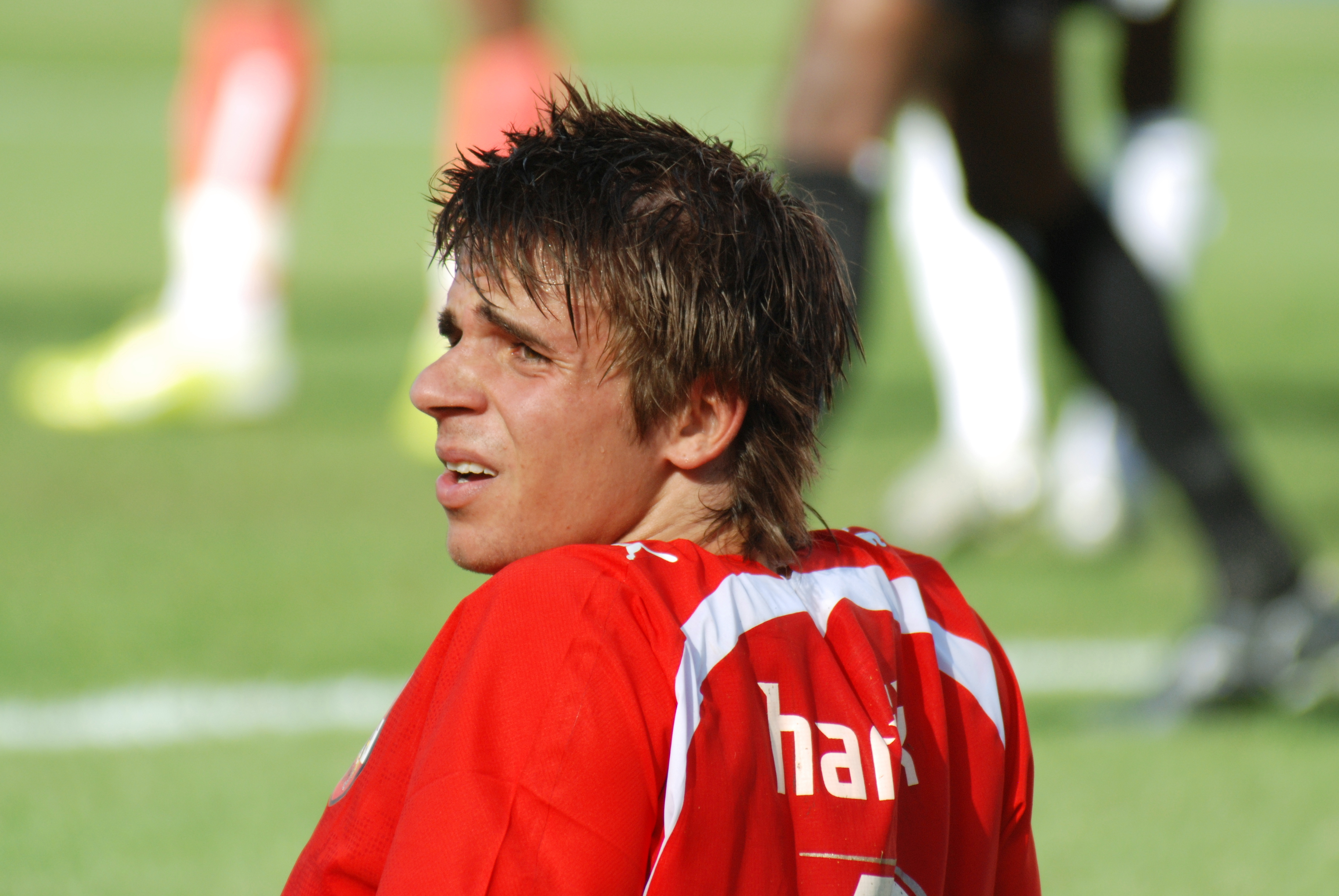
Harnik amb la selecció sub-20 d'Àustria.

La mare de Martin Harnik és d'Hamburg (Alemanya) i el seu pare de Graz (Àustria). El futbolista va tenir la possibilitat de jugar en les categories inferiors de la selecció de futbol d'Alemanya, però va preferir jugar amb el combinat austríac, malgrat no haver viscut mai en aquest país. El propi futbolista ho explicava així:
| « | És una decisió molt difícil. D'una banda he nascut i crescut a Alemanya. Per l'altre, la meitat de la meva família ve d'Àustria, he passat allí gairebé totes les meves vacances i em sento igualment unit a aquest país. A més, tinc molt que agrair-li a la ÖFB. Si no m'haguessin convocat per a la selecció nacional, potser no jugaria ara en el Werder. | » |

El seu primer partit amb Àustria va ser contra la República Txeca el 22 d'agost de 2007. Va entrar en el minut 72 de joc i en la segona pilota que va tocar, en el 78, va marcar el tant de l'empat definitiu. Josef Hickersberger va portar a Harnik a l'Eurocopa 2008, celebrada a Àustria i Suïssa. Harnik va jugar en els tres partits de la fase de grups, un d'ells contra Alemanya.

## Clubs
| Club               | País     | Any         | Partits | Gols |
| ------------------ | -------- | ----------- | ------- | ---- |
| Werder Bremen II   | Alemanya | 2006 - 2009 | 48      | 13   |
| Werder Bremen      | Alemanya | 2007 - 2009 | 17      | 1    |
| Fortuna Düsseldorf | Alemanya | 2009 - 2010 | 30      | 13   |
| Stuttgart          | Alemanya | 2010 -      | 63      | 26   |